# Мрії робота
«Мрії робота» (англ. Robot Visions) — збірка науково-фантастичних оповідань американського письменника Айзека Азімова; опублікована в 1990 році американським видавництвом «Roc Books».

## Оповідання
| Назва                 | назва                    | рік  |
| --------------------- | ------------------------ | ---- |
| Мрії робота           | Robot Visions            | 1990 |
| Як жаль!              | Too Bad!                 | 1989 |
| Роббі                 | Robbie                   | 1940 |
| Логіка                | Reason                   | 1941 |
| Брехун!               | Liar!                    | 1941 |
| Зачароване коло       | Runaround                | 1942 |
| Доказ                 | Evidence                 | 1946 |
| Загубився робот       | Little lost robot        | 1947 |
| Розв'язати протиріччя | The Evitable conflict    | 1950 |
| Жіноча інтуїція       | Feminine Intuition       | 1969 |
| Двохсотлітня людина   | The Bicentennial Man     | 1976 |
| Одного дня            | Someday                  | 1956 |
| Думай!                | Think!                   | 1977 |
| Сегрегаціоніст        | Segregationist           | 1967 |
| Віддзеркалення        | Mirror Image             | 1972 |
| Ленні                 | Lenny                    | 1958 |
| Раб коректури         | Galley Slave             | 1957 |
| Різдво без Родні      | Christmas Without Rodney | 1988 |

## Ессе
| Назва                             | Оригінальна назва         | Рік      | Вперше з'явився                                                    |
| --------------------------------- | ------------------------- | -------- | ------------------------------------------------------------------ |
| «Роботи, яких я знав»             | Robots I Have Known       | 1954 рік | Вперше з’явився в «Комп’ютери та автоматизація», жовтень 1954 року |
| «Нові вчителі»                    | The New Teachers          | 1976 рік | Вперше з'явився в журналі American Way                             |
| «Що б ти побажав»                 | Whatever You Wish         | 1977 рік | Вперше з'явився в журналі «American Way».                          |
| «Друзі, які ми заводимо»          | The Friends We Make       | 1977 рік | Вперше з'явився в журналі «American Way».                          |
| «Наші інтелектуальні інструменти» | Our Intelligent Tools     | 1977 рік | Вперше з'явився в журналі «American Way».                          |
| «Машина і робот»                  | The Machine and the Robot | 1978 рік |                                                                    |
| «Закони робототехніки»            | The Laws of Robotics      | 1979 рік | Вперше з'явився в журналі «American Way».                          |
| «Нова професія»                   | The New Profession        | 1979 рік | Вперше з'явився в журналі «American Way».                          |
| "Робот як ворог?"                 | The Robot As Enemy?       | 1979 рік | Вперше з'явився в журналі «American Way».                          |
| «Інтелекти разом»                 | Intelligences Together    | 1979 рік | Вперше з'явився в журналі «American Way».                          |
| «Мої роботи»                      | My Robots                 | 1987 рік |                                                                    |
| «Закони гуманіки»                 | The Laws of Humanics      | 1987 рік |                                                                    |
| «Кібернетичний організм»          | Cybernetic Organism       | 1987 рік |                                                                    |
| «Почуття гумору»                  | The Sense of Humor        | 1988 рік |                                                                    |
| «Роботи в поєднанні»              | Robots in Combination     | 1988 рік |                                                                    |
| «Фантастичне майбутнє»            | Future Fantastic          | 1989 рік | Вперше опубліковано в журналі «Special Reports» навесні 1989 року  |